# توازن الرعب
توازن الرعب، (بالإنجليزية: Balance of terror)‏، (بالروسية: Баланс террора) هي عبارة تستخدم عادة للإشارة إلى سباق التسلح النووي بين الولايات المتحدة الأمريكية والاتحاد السوفيتي خلال أثناء فترة الحرب الباردة. تصف العبارة السلام الهش بين البلدين؛ هذا السلام الذي كان سببه خشية كلتا الحكومتين من حرب نووية تدمر العالم بأكمله. هذه العبارة تستخدم عادة لأغراض بلاغية، أغلب الظن أن هذه العبارة صيغت من قبل ليستر بولز بيرسون في يونيو 1955 في الذكرى العاشرة لتوقيع من ميثاق الأمم المتحدة: «توازن الرعب الذي حل محل توازن القوى».